# Большое Паленово
Большое Паленово — деревня в Макаровском сельском округе Судоверфского сельского поселения Рыбинского района Ярославской области.
Деревня расположена в окружении лесов к северу от автомобильной дороги Рыбинск—Глебово. Деревня Малое Паленово расположена юго-восточнее. Просёлочная дорого от Малого Паленово в южном направлении выходит на автомобильную дорогу в деревне Глушицы. В северном направлении эта дорога ведёт через Кошелево на Большое Андрейково .
На плане Генерального межевания Рыбинского уезда 1792 года обозначена единая деревня Поленова.
На 1 января 2007 года в деревне числилось 2 постоянных жителя . Почтовое отделение, расположенное в Харитоново, обслуживает в деревне 5 домов. Улицы не именуются .